# Södra Kvarnträsket
Södra Kvarnträsket är en sjö i Arvidsjaurs kommun i Lappland och ingår i Skellefteälvens huvudavrinningsområde.